# Ludwig Steeg
Ludwig Steeg (Ottweiler, 1894. december 22. – 1945. szeptember 6.) német náci politikus, a Harmadik Birodalom idején Berlin főpolgármestere és Stadtpräsidentje (városi elnök) volt.

## Fiatalkora
Steeg a Saarbrücken melletti Ottweilerben született egy tanár fiaként. Fiatalként Berlinbe költözött, és a városvezetésben kapott egy alsóbb posztot. Az első világháborúban a gyalogságban szolgált, megszerezte a tartalékos főhadnagyi rangot és megszerezte az I. és II. osztályú vaskeresztet. 1919-ben visszatért Berlinbe, és újra csatlakozott az államapparátushoz, és többek között a város közegészségügyi és közlekedési szolgáltatásaiért volt felelős. 1933-ban csatlakozott a náci párthoz (tagszáma: 1 485 884), és így gyors előléptetésre tett szert, mivel a szociáldemokratákhoz hű berlini köztisztviselők többségét elmozdították hivatalából. 1933-tól Julius Lippert, állambiztosa Berlinnek (Staatskommissar für Berlin) helyettese lett, aki 1937 januárjában Oberbürgermeister és Stadtpräsident lett.

## Főpolgármesterként és városi elnökként
A nácik alatt Berlinben az igazi hatalom azonban a Gauleiter (regionális partvezető), Joseph Goebbels volt, és 1940 júliusában rávette Adolf Hitlert, hogy bocsássa el Lippertet, akiről úgy gondolta, hogy tekintélyének riválisa lett. Steeg-et, a hűséges senkit nevezték ki a helyére, "jobb híján", ahogy Goebbels fogalmazott. Steeget nevezték ki megbízott Oberbürgermeisternek és Stadtpräsidentnek . Az SS tagjaként (SS-száma 127 531), 1943. január 30-án nyerte el az SS-Brigadeführer rangot.
Steeg Goebbels alatt a város költségvetéséért, a közlekedésért, az építési szabályokért, az iskolákért, az ifjúsági létesítményekért és az egészségügyi szolgáltatásokért volt felelős. Mindezek egyre nagyobb feszültség alá kerültek a második világháború előrehaladtával, részben azon tapasztalatlan náci lojalisták miatt, akiket felelősségteljes munkakörbe helyeztek a tapasztalt, de politikailag megbízhatatlan tisztviselők leváltása után, és részben a növekvő létszámhiány miatt, amely a háborús hadkötelezettség eredménye.
Steeg volt a felelős Berlin felkészítéséért is a széles körben várt légitámadásokra. Terveket készített az élelmiszerek előállítására és elosztására, menedékházak építésére, valamint a nők és gyermekek evakuálására. Az 1943. augusztus 23–24-i első súlyos razzia idején Goebbels Steeget okolta az önkormányzati hatóságok gyenge teljesítményéért, és megfenyegette, hogy elbocsátja, ha a helyzet nem javul.  A rajtaütések egyre gyakoribbá és súlyosabbá váltak. Mintegy egymillió embert evakuáltak; ennek ellenére 1943 és 1945 között megközelítőleg 50 000 berlini halt meg légitámadásokban. Steeg hozzáértően látta el feladatait, de nem gyakorolt állami vezető szerepet, amit Goebbels vállalt magára.

## Elmozdítása és halála
1943 decemberére Hitler rendezni akarta Berlin állandó politikai vezetésének kérdését, és felkérte Goebbelst, hogy vállalja el a Stadtpräsident posztját, míg Steeget visszasorolják az ünnepélyesebb főpolgármester posztra. Goebbels beleegyezett ebbe az önkormányzati hatóságok feletti közvetlenebb ellenőrzés eszközeként.  1944. április 7-én Goebbels átvette a város közvetlen adminisztratív irányítását, amikor hivatalosan Stadtpräsidentnek nevezték el. 
A háború utolsó hónapjaiban Steeg 1945 februárjában állandó főpolgármester lett, de Goebbels háttérbe szorította Berlin védelmének előkészítésében a közeledő Vörös Hadsereg ellen. A jelek szerint nem játszott jelentős szerepet ezekben az eseményekben: egyetlen berlini történelmi dokumentumban sem említik, például Cornelius Ryan Az utolsó csata vagy Anthony Reid és David Fisher Berlin bukása című művében. Mindenesetre főpolgármesteri posztja a Német Birodalom fővárosának szimbolikus fejévé tette. Amikor 1945. május 2-án a város megadta magát a szovjet erőknek, letartóztatták, és egy szovjet internálótáborba szállították, ahol szeptemberben ismeretlen körülmények között meghalt.

## Fordítás
Ez a szócikk részben vagy egészben  a   Ludwig Steeg című angol Wikipédia-szócikk ezen változatának fordításán alapul.  Az eredeti cikk szerkesztőit annak laptörténete sorolja fel. Ez a jelzés csupán a megfogalmazás eredetét és a szerzői jogokat jelzi, nem szolgál a cikkben szereplő információk forrásmegjelöléseként.